# Ctenomys talarum recessus
El tuco-tuco de los talares, tuco-tuco del talar o tuco-tuco de Los Talas (Ctenomys talarum recessus) es una de las subespecies en que se divide la especie C. talarum, un roedor del género Ctenomys. Vive en galerías subterráneas en el centro-este del Cono Sur de Sudamérica.

## Taxonomía
Esta subespecie fue descrita originalmente en el año 1912 por el zoólogo británico Oldfield Thomas.
Localidad tipo
La localidad tipo referida es: “Bahía Blanca (Buenos Aires) Argentina”.
Caracterización y relaciones filogenéticas
Esta forma presenta un cariotipo con un número diploide de 2n=50 y un número fundamental NF=80-82.
Este taxón se caracteriza por presentar un patrón cromático del pelaje más claro en general; lo inferior posee pecho, axilas y parches inguinales blancos; la cola es relativamente corta, como en C. t. talarum, no larga como en C. t. antonii; esta es de color gris, con angosta cresta superior de color marrón oscuro, y blanca en lo inferior. Este roedor también muestra ausencia de ennegrecimiento en la cara y corona.
A este taxón se lo trató como una subespecie de Ctenomys mendocinus (es decir: Ctenomys mendocinus recessus) e incluso en el año 2002 como especie plena.
Luego de las últimas poblaciones septentrionales costeras de Ctenomys talarum recessus en los alrededores de la ciudad de Necochea, se presenta un hiato de unos 150 km sin poblaciones de la especie, la que vuelve a aparecer en la zona de Santa Clara del Mar, pero representada con un taxón referido a una subespecie distinta: (Ctenomys talarum talarum (o la forma “C. t. antonii”). Ambas muestran diferencias en caracteres demográficos; C. t. talarum -“C. t. antonii”- posee altas densidades (65 ind./ha), proporciones sexuales desviadas en adultos hacia las hembras y dispersión con predominio de machos, así como un dimorfismo sexual más marcado (mayor proporción del tamaño más grande de los machos sobre el de las hembras); mientras que en C. t. recessus se encontró en densidades menores (13 ind./ha), proporciones sexuales no desviadas, dispersantes inmaduros de ambos sexos, y un dimorfismo sexual de tamaño menos significativo.
Si bien en 2004 fue cuestionada la consideración de C. t. recessus en una categorización taxonómica propia, (algo no apoyado por la mayoría de las publicaciones posteriores) al estar completamente separada de las poblaciones de C. t. talarum-“C. t. antonii” (por tanto, con total ausencia de mínimo flujo genético entre ellas) merecen por lo menos ser tratadas como dos unidades evolutivamente significativas (UESs), un concepto de una unidad biológica que busca la conservación de todas las poblaciones que constituyen una parte importante del legado de una especie, por lo que los administradores de recursos para la conservación de la diversidad biológica deben gestionar poblaciones geográficamente distantes por separado.

## Distribución geográfica y hábitat
Esta subespecie es endémica del cordón dunícola situado en la franja marítima centro-sur de la provincia de Buenos Aires, en el centro-este de la Argentina, estando limitada a una lonja de unos 290 km lineales de dunas costeras. Se distribuye desde Necochea, a través de la desembocadura del río Quequén Salado y Monte Hermoso hasta la zona de Bahía Blanca. De las citas para la región del río Negro inferior no se conoce el material en que están apoyadas. No presentaría poblaciones hacia el interior, salvo una detectada en la localidad de Tornquist.
Ctenomys talarum recessus es un mamífero cavador característico de médanos litorales asentados que contornean la costa bonaerense del mar Argentino, por lo que ocupa principalmente la segunda línea de dunas, y a veces la tercera más interior; nunca lo hace en la primera y más viva línea, la que se ubica más próxima a la playa, allí lo reemplaza otra especie de tuco-tuco: C. australis (integrante del grupo de especies “Ctenomys mendocinus”).
Utilizando genoma mitocondrial (ADNmt) secuencias de región de control (D-loop), se evaluó la estructura genético-geográfica de este taxón, demostrando que barreras geográficas -tales como ríos y hábitats inadecuados- generaron sustancialmente un patrón genéticamente estructurado, con una significativa variación genética entre los grupos regionales, consistente con un modelo simple de aislamiento por distancia, posiblemente evidenciando un equilibrio entre el flujo de genes y la deriva genética local; por esta razón, parecería que este taxón está caracterizado en la región por una estabilidad demográfica a lo largo del tiempo.